# Volstrup Kirke
Volstrup Kirke ligger omkring 1 km nord for landsbyen Volstrup ca. 14 km S for Frederikshavn (Region Nordjylland).
Kirken bærer præg af tilhørsforhold til den nærliggende herregård Sæbygård. Kor og skib er opført i senromansk tid af teglsten, den rundbuede norddør samt nogle vinduesoverliggere og skråkantsoklen af granit er enkeltheder, som stammer fra senromansk tid. I sengotisk tid blev koret forlænget mod øst og fik samme længde som skibet. Våbenhuset er formodentlig blevet opført i sengotisk tid. Den tilmurede syddør er spidsbuet. De svungne barokkamme stammer fra 1700-tallet. På kirkegården ses et ottekantet gravkapel fra anden halvdel af 1800-tallet for familien Arenfeldt.
I sengotisk fik kor og skib indbygget krydshvælv. Altertavlen stammer fra en renæssance-fløjaltertavle med våben for Johan Rud og Anne Hardenberg, den nuværende altertavle blev kraftig omdannet i 1709 og fik tilføjet våben for Holger Pach og Lisbeth Bille, i fodstykkets maleri ses den jødiske og den kristne nadver. Korbuekrucifikset er fra sengotisk tid. Prædikestolen er fra 1700-tallet, på kurven ses naive malerier, på den firkantede lydhimmel ses evangelistmalerier. I stoleværket ses gavle med våben for Vogn Vognsen til Stenhede og våben for Malte Sehested og Sophie Brahe. I vestenden ses et pulpitur fra begyndelsen af 1700-tallet med våben for Pachs, Bille og Arenfeldt. I korets gulv ses en gravsten over Otto Brahe (død 1646).
Den lille romanske granitfont er stærkt ophugget.

## Eksterne kilder og henvisninger
- Wikimedia Commons har flere filer relateret til Volstrup Kirke
- Volstrup Kirke på KortTilKirken.dk
- Volstrup Kirke på Nordenskirker.dk Arkiveret 14. september 2011 hos  Wayback Machine